# Prince Royce
Geoffrey Royce Rojas (Nova York, 11 de maig de 1989), conegut com a Prince Royce, és un cantant, productor de música i compositor estatunidenc d'origen dominicà.

## Biografia
Prince Royce va néixer l'11 de maig de 1989, a Bronx, Nova York. El seu pare, Ramon Rojas, és taxista i la seva mare, Ángela de León, estilista, tots dos dominicans, i és el segon de quatre germans. De petit va participar en el cor de l'escola primària a la qual assistia i va competir en concursos de talent, així es va interessar per la música i durant la seva adolescència va començar a escriure poesia en anglès i espanyol i a realitzar les seves primeres composicions musicals.
Als tretze anys va començar a escriure poesia, afició que es transformaria en composició de lletres de cançons. Sobre la seva primera actuació en públic, va declarar: «Va ser a l'escola primària, vaig cantar una nadala. Em vaig sentir molt còmode a l'escenari». Als 16 anys va realitzar les seves primeres composicions musicals i va adoptar el nom artístic de Prince Royce. Als 18 anys va participar en el programa Dissabte gegant on va interpretar cançons de Wisin i Yandel. En una entrevista va dir que un dels seus primers treballs va ser en un negoci de venda de telèfons mòbils: «Havia de fer-ho per poder pagar als músics, l'estudi i tota la base del que sóc avui en dia. Des de donar serenates fins a netejar els equips de la botiga de mòbils, calia fer-ho».
Als dinou anys va conèixer a Andrés Hidalgo, qui després d'escoltar una de les seves maquetes musicals es va convertir en el seu mànager i el va impulsar a involucrar-se amb la música bachata. També va ser responsable de presentar-li el pianista Sergio George, amb el qual va signar un contracte musical a través del seu segell discogràfic Top Stop Music.
Va debutar a inicis de l'any 2010 amb el llançament del seu àlbum Prince Royce, en el qual es troben els seus senzills «Stand by Me» i «Corazón sin cara», els quals van aconseguir la primera posició en la llista Tropical Songs de Billboard i el van llançar a la fama a Amèrica Llatina. El material discogràfic va aconseguir encapçalar les llistes Billboard de Latin Albums i Tropical Albums als Estats Units.

## Estil musical
Prince Royce diu que vol cantar bachata. També diu que vol cantar com el cantant Romeo Santos.

## Discografia
- 2010: Prince Royce
- 2012: Phase II
- 2013: Soy el mismo
- 2015: Double Vision
- 2017: Five
- 2020: Alter Ego (doble àlbum : Génesis + Enigma)